# Cap de turc (nus)
|  | Per a altres significats, vegeu «cap de turc». |

Es coneix com a cap de turc una família de nusos amb aspecte de trena que es fan amb una sola corda i generalment formant un bucle tancat (també es poden fer plans). Tot i que un nus cap de turc pot tenir certa utilitat (per exemple com a protecció anti-frecs), es considera un nus decoratiu. El nus rep el nom per la seva gran similitud a un turbant. El nus cap de turc és utilitzat com  woggle  pels Boy Scouts.

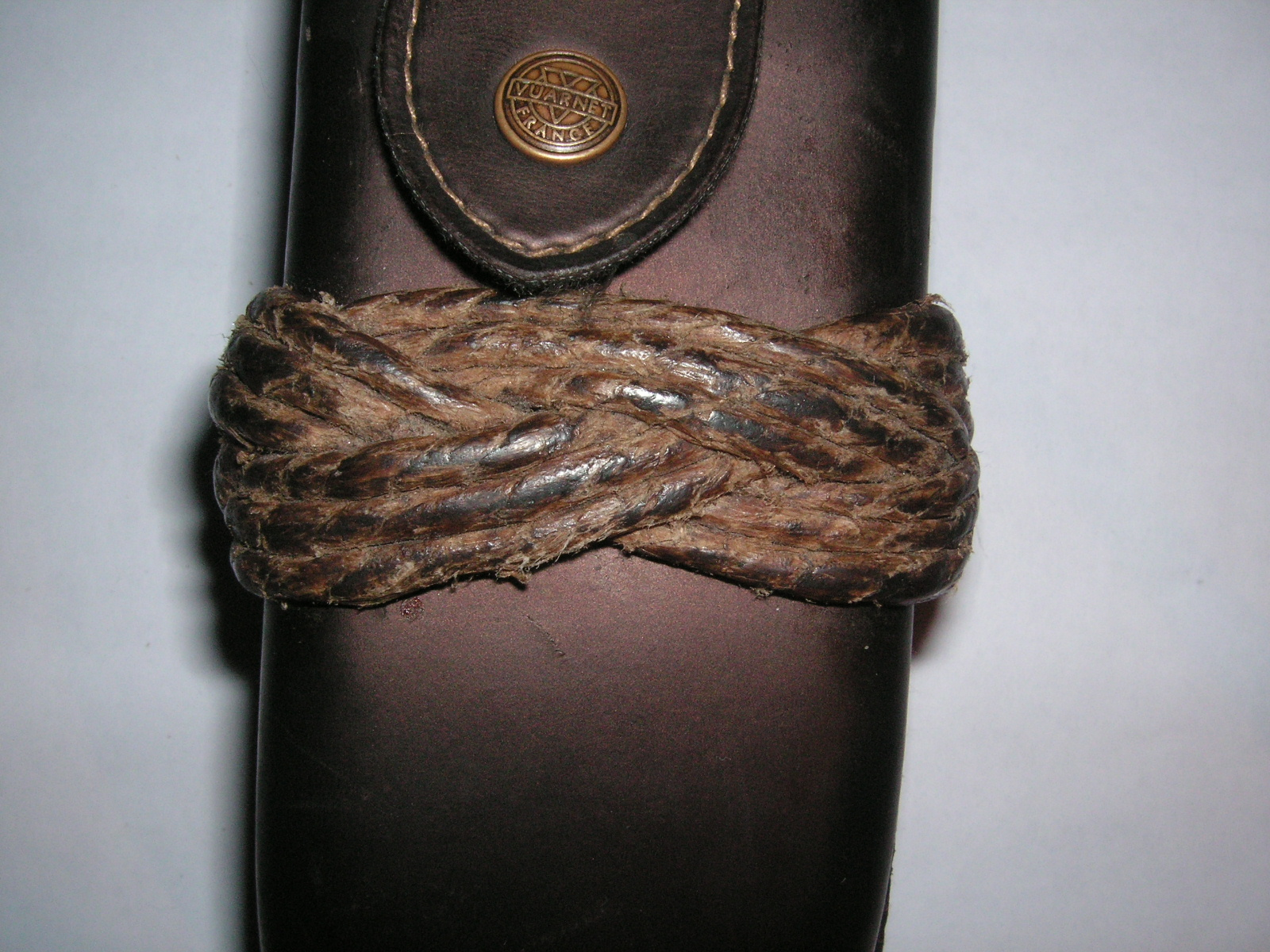
Nus cap de turc 3L-4B amb tres passades.

En els caps de turc el camí que segueix la corda té una seqüència de pas de sobre/sota (normalment anomenada "ou" de l'anglès "over-under") amb les altres parts de la corda que es va creuant (abans de doblar o triplicar el nus). Cada cap de turc en concret, cada membre d'aquesta família, es caracteritza per dos nombres. El primer indica el nombre de cordes que un comptaria si tallés el nus transversalment (abreviat per L de l'anglès "leads"). El segon indica el nombre de cops que el patró bàsic es repeteix en el nus (s'abrevia per B de l'anglès "bights"). Així un cap de turc es descriu amb el nombre de L i B, per exemple 3L-5B.
Un cop acabat el nus és força habitual resseguir el trenat inicial un cert nombre de cops (anomenat passades), per tal de fer-lo més ample i més vistós. (Les definicions de "leads" i "bights" així com la seqüència de pas sobre/sota s'apliquen abans de fer les passades).
No totes les combinacions de L i B són possibles, només aquelles en les que aquests dos nombres són coprimers. Quan aquests dos nombres no acompleixen aquesta condició es necessita més d'una corda per a poder-lo trenar (exactament el nombre de cordes que es necessiten és el màxim comú divisor de L i B), deixant d'ésser un cap de turc.

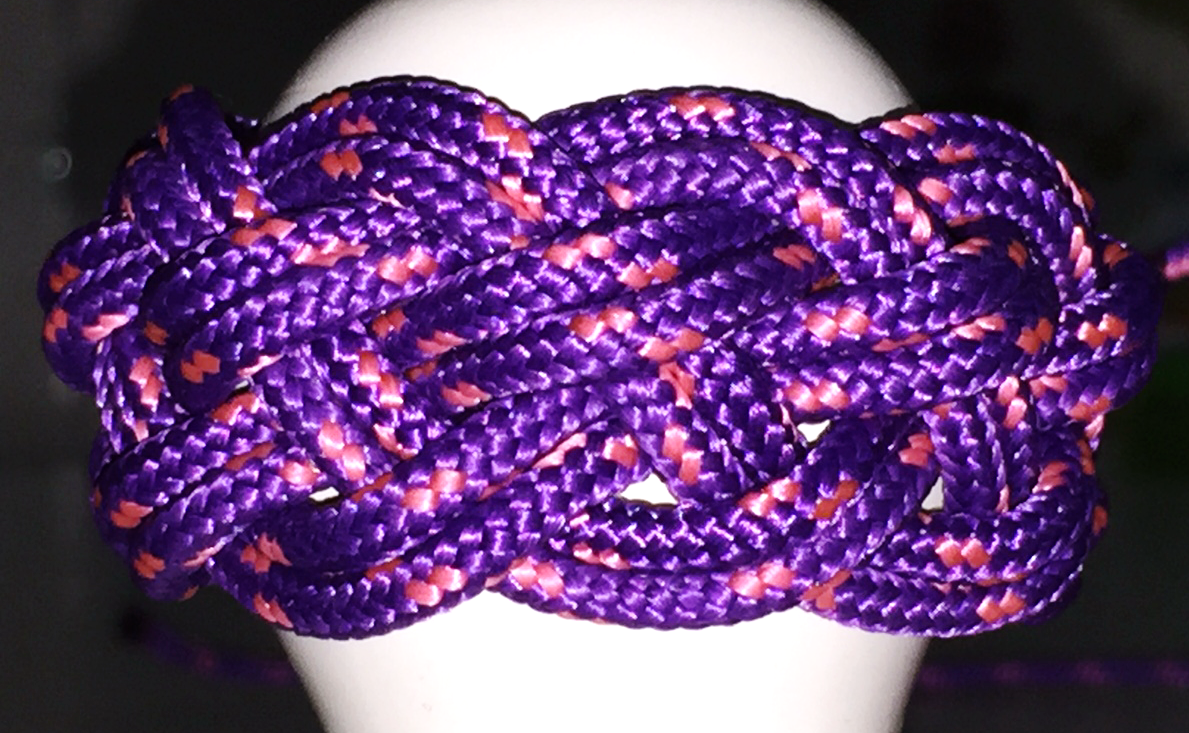
Cap de turc 5L9B amb dues passades.

## Tipus de caps de turc
Els caps de turc es divideixen en estrets, llargs i quadrats. En els estrets, L>B+1; en els llargs B>L+1. En els quadrats, el nombre de bights i el de leads són diferents en només una unitat.

## Construcció
El cap de turc més habitual i senzill de trenar és el de 3L i un nombre de B de tipus 3*n+1 o 3*n-1 (on n és un sencer). En aquest cas, es pot descriure com una trena feta amb una sola corda de manera circular. Aquesta subfamília està recollida a força llibres i manuals de nusos. A partir de caps de turc senzills (de 2 o 3 L) se'n poden trenar de més complicats mitjançat la tècnica de separar els parells fent servir una guia ("splitting the pairs using a mule"). Aquesta tècnica permet anar incrementant el nombre de "leads" de dos en dos augmentant també nombre de "bights". Així si es parteix d'un cap de turc 3L-(3*n-1)B es van trenant 5L-(5*n-1)B, 7L-(7*n-1)B, ... Amb la mateixa tècnica, partint de 2L-(2*n-1)B es van trenant 4L-(4*n-1)B, 6L-(6*n-1)B, ...
Caps de turc d'altres geometries es construeixen fent servir plantilles i agulles per a resseguir el trenat. Altra forma senzilla consisteix a fer servir tantes guies com a "bights" té el nus, de manera que el trenat és molt senzill de resseguir.

## Nota
Animated Knots